# Маріо Гарсія Менокаль
Ауреліо Маріо Габрієль Франсіско Гарсія Менокаль-і-Деоп (ісп. Aurelio Mario Gabriel Francisco García Menocal y Deop; 17 грудня 1866, Хагуей-Гранде, Матансас, Генерал-капітанство Куба — 7 вересня 1941, Сантьяго-де-Куба, Куба) — кубинський державний, військовий та політичний діяч, інженер. Генерал-майор Визвольної армії Куби. 3-й Президент Куби (20 травня 1913 — 20 травня 1921).

## Життєпис
Маріо Гарсія Менокаль народився 17 грудня 1866 року в заможній родині. Навчався у Сполучених Штатах, закінчив Корнелльський університет.
Учасник війни за незалежність Куби. Командував 5-м армійським корпусом Визвольної армії Куби. Закінчив війну у званні генерал-майора.
1 січня 1899 року Гарсія Менокаль був призначений начальником поліції Гавани. 1900 року вийшов у відставку з державної служби. Після того працював адміністратором американського цукрового заводу фірми «Central Chaparra».
З ініціативи Менокаля 1906 року було створено «Національну асоціацію ветеранів визвольної армії».
Військова кар'єра
- 13 червня 1895 — капітан
- 22 лютого 1896 — підполковник
- 13 серпня 1896 — полковник
- 12 листопада 1896 — бригадний генерал
- 30 серпня 1897 — дивізійний генерал
- 15 серпня 1898 — генерал-майор

1908 року повернувся на політичну арену та балотувався на посаду президента країни, але зазнав поразки від Хосе Мігеля Гомеса.
1912 року балотувався у президенти від партії консерваторів. Виграв президентські перегони, здобувши перемогу над Альфредо Саясом. Вступив на посаду 20 травня 1913 року. Велика частина його правління припала на час економічного буму, спричиненого швидким зростанням світових цін на цукор — основний експортний продукт Куби. Зростання експортних доходів супроводжулось стрімкою забудовою Гавани. За часів президентства Менокаля, 1914 року, було введено національну валюту.
1916 року був переобраний на другий президентський термін, перемігши колишнього президента Хосе Мігеля Гомеса. Ліберальна опозиція звинуватила його у фальсифікації виборів та підбурила повстання. Однак США визнали перемогу Менокаля, та висадили на Кубі кілька груп морської піхоти, після чого повстання припинилося.
Після вступу США до Першої світової війни Менокаль 7 квітня 1917 року оголосив війну Німеччині.
1917 та 1918 року він уклав угоди зі США про закупівлю врожаю цукрової тростини за ціною нижчою за ринкову. Попри це, за умов світової війни спекулятивне зростання цін на цукор призвело до різкого збільшення доходів. 1920 року ціни на цукор різко впали. Для порятунку кубинських банків від банкрутства Менокаль у жовтні того ж року ввів мораторій на платежі. Однак у січні наступного року, під тиском американських банків, мораторій було знято. Більшість кубинських банків збанкрутували, американські банки посилили свій контроль над економікою Куби.
На президентських виборах 1920 року Маріо Гарсія Менокаль підтримав Альфредо Саяса, противника Хосе Мігеля Гомеса. Альфредо Саяс став переможцем президентських перегонів. Однак Менокаль попросив уряд США надіслати на Кубу спецпредставника (Еноха Краудера) для контролю над адміністрацією Саяса, який мав репутацію слабкого адміністратора.
Після завершення свого президентства Маріо Гарсія Менокаль вирушив у подорож Європою. Повернувся на Кубу 1924 року та займався цукровим бізнесом.
На президентських виборах 1924 року Менокаль програв Херардо Мачадо.
1931 року Маріо Гарсія Менокаль разом з Карлосом Мендьєтою організували заколот проти Херардо Мачадо. Після придушення заколоту Менокаля заарештували. 8 січня 1932 його звільнили за амністією, після чого він виїхав у вигнання до Сполучених Штатів. Повернувся на Кубу за п'ять років.
Балотувався на посаду президента Куби 1936 року, але програв вибори Мігелю Маріано Гомесу.

## Особисте життя

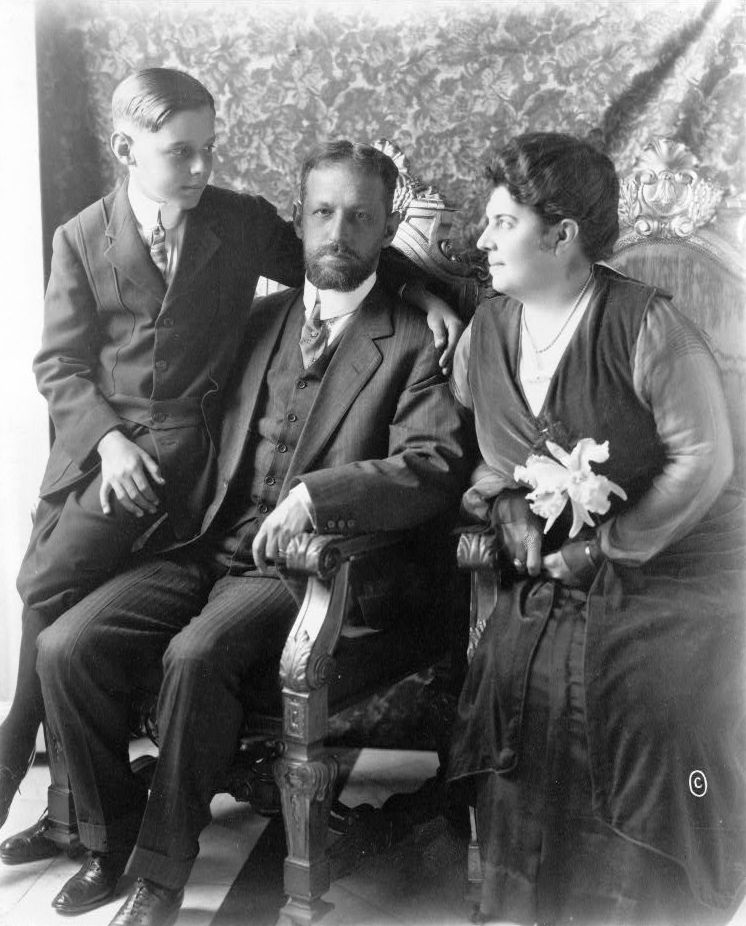
Маріо Гарсія Менокаль з дружиною та старшим сином

Був одружений з Маріан Сева-і-Родрігес, від того шлюбу народились троє дітей: сини Маріо та Рауль і дочка Георгіна Менокаль-Сева.